# Camps-sur-l'Agly
Camps-sur-l'Agly é uma comuna francesa na região administrativa de Occitânia, no departamento de Aude. Estende-se por uma área de 26,35 km². Em 2010 a comuna tinha 55 habitantes (densidade: 2,1 hab./km²).